# Harry Stroo
Hendrik Pieter (Harry) Stroo (Zaandam, 2 oktober 1927 - Zaanstad, 18 juli 1991) was een Nederlands kanovaarder. Hij roeide bij de Zaanse Zeilvereniging ZZV en bij Kanovereniging De Geuzen.
In 1948 eindigde hij zesde op de Olympische Spelen in Londen als kano-duo met Cornelis "Cees" Koch op de 10.000 meter.
In de winter van 1958 was hij als houtzager werkzaam in molen de Wildschieter in het Westzijderveld te Zaandam. Door een ongeval verloor hij de rechterhand. Daarna werkte hij als bladen- en krantenbezorger te Zaandam.